# 레퍼드 캣 FC
레퍼드 캣 FC(중국어: 台灣石虎足球隊)는 1969년에 창단한 대만의 축구팀으로 타이베이시를 연고로 하고 있으며 타이난 시티 FC 다음으로 타이완 풋볼 프리미어리그 최다 우승팀이다.

## 선수 명단

### 현역
참고: FIFA 자격 규정에 따라 소속된 국가대표팀 국기를 표시합니다. 선수는 복수의 FIFA 비회원국 국적을 가지고 있을 수 있습니다.
| 번호 | 포지션 | 국적 | 이름              |
| ---- | ------ | ---- | ----------------- |
| 6    | DF     | 케냐 | 니코데무스 온양고 |

| 번호 | 포지션 | 국적 | 이름 |
| ---- | ------ | ---- | ---- |

## 역대 감독
| 감독       | 임기   |
| ---------- | ------ |
| 치앙무차이 | 2017 ~ |

## 성적
- 타이완 풋볼 프리미어리그 우승: 2017, 2018, 2019
- 인터시티 풋볼 리그 우승: 2007, 2013